# 拉萨岩蜥
拉萨岩蜥（学名：Laudakia sacra）为鬣蜥科岩蜥属的爬行动物，俗名喜山鬣蜥拉萨亚种、拉萨鬣蜥，是中国的特有物种。分布于西藏等地，一般生活于多罅隙及石砾的石山地区。其生存的海拔范围为3000至4100米。该物种的模式产地在西藏拉萨附近。

## 保护
本种于2023年被收录入《有重要生态、科学、社会价值的陆生野生动物名录》。